# Велика плажа
Велика плажа (чорн. Велика плажа; алб. Plazhi i Madh) — пляж, який знаходиться в общині Ульцинь, що в Чорногорії. Бере початок біля порту Милена в Ульцині та тягнеться до річки Бояна.

## Загальне
Піщаний пляж має довжину 12 000 метрів та є найдовшим пляжем у Чорногорії та одним з найдовших у Європі.
Нью-Йорк таймс вніс Велику плажу та Чорногорський південний берег (включно з курортом Ада Бояна та готелем Mediteran) у рейтинг найкращих напрямків для подорожей у 2010 році («Top Places to Go in 2010»). [Архівовано 4 листопада 2017 у Wayback Machine.]

## Місце для кайтсерфінгу
Велика плажа є популярним місцем для кайтсерфінгу на Адріатичному узбережжі. Чотирнадцятикілометрова смуга дрібно-піщаного пляжу з сильним перехресним вітром, який дує майже щодня після обіду, створює ідеальні умови для безпечного навчання. Знаходячись в захищеному природньому середовищі, яке оточене дюнами та алювіальними лісами, пляж є ідеальним місцем для проведення літньої відпустки. Неглибока тепла вода та постійний зігріваючий вітер створюють ідеальні умови для кайтсерфінгу. Тут немає ніяких перешкод у воді чи поза водою. Течія тут не така сильна, щоб створювати якусь значну небезпеку. Середня температура повітря влітку ― 34°C, середня температура води ― 23°C. 